# Xerorchis trichorhiza
Xerorchis trichorhiza är en orkidéart som först beskrevs av Friedrich Fritz Wilhelm Ludwig Kraenzlin, och fick sitt nu gällande namn av Leslie Andrew Garay. Xerorchis trichorhiza ingår i släktet Xerorchis och familjen orkidéer. Inga underarter finns listade i Catalogue of Life.